# Billeberga landskommun
Billeberga landskommun var en tidigare kommun i dåvarande Malmöhus län.

## Administrativ historik
Kommunen bildades i Billeberga socken i Rönnebergs härad i Skåne när 1862 års kommunalförordningar trädde i kraft. 
Vid kommunreformen 1952 uppgick kommunen i Rönneberga landskommun som upplöstes 1969 då denna del uppgick i Svalövs landskommun som 1971 ombildades till Svalövs kommun.

## Politik

### Mandatfördelning i Billeberga landskommun 1938-1946
| 9 | 8 |

| 16 |

| 9 | 6 | 2 |

| 17 |

| 9 | 2 | 6 |

| 17 |